# Ignacio Mariño y Torres
M.R.P. Fray Ignacio Mariño y Torres. Tibasosa Nueva Granada, 1770, , repatriado a Nemocón, Colombia, 25 de junio de 1821. fue un sacerdote dominico y patriota colombiano. 

## Introducción
Hijo de Don Miguel Mariño y Reyes y de Doña Josefa de Torres, "El Fraile Prócer" era miembro de una de las más distinguidas familias de la colonia, que entonces como en la República ha producido buenos servidores a su patria. Es una de las figuras relevantes de la historia colombiana y al mismo tiempo una de las más interesantes, en quien se aunaron por modo no menos curioso y admirable las virtudes de un sacerdote, las condiciones cívicas de un verdadero revolucionario y los rasgos de un guerrero no menos duro. Acerca de él, José Joaquín Ortiz Nagle, escritor Venezolano que lo conoció, dice: era bondadoso, justo, honesto pero duro y cruel en la batalla. Se da el caso que después de matar a un enemigo en combate, generalmente le daba a continuación la bendición para que fuera a encontrase con el creador con algo de paz.
Sin embargo fue odiado por los españoles, al igual que su hermano, Don Francisco Mariño y Soler. De esta manera, el acérrimo realista Torres y Peña, en su poema Santa Fé Cautiva sólo tuvo para Don Fray Ignacio los calificativos de usurpador de la autoridad, ladrón, rebelde a su soberano y asesino, como puede verse en algunas de sus estrofas.
Mas él reúne el estambre religioso 

El collarín y vueltas encarnadas;

Ciñe sable y pistolas, cual furioso,

Sobre túnicas santas profanadas.

Acaudilla rebeldes y alevoso

Conduce a la matanza encarnizadas

Las tropas de asesinos que a su mando

A Casanare siguen infestando.

## Años formativos
Empezó a estudiar gramática en Tunja en 1786, egresado ilustre de la Universidad Tomistica o la actualmente conocida Universidad Santo Tomás (Colombia).  Ingresó luego a la orden de Santo Domingo en 1790; en 1798 era cura interno de Anapoima; en 1800, misionero apostólico en los Llanos de Casanare, donde se inició como "guerrillero" siendo párroco de Tame; sabemos que se encontraba en dicho pueblo en 1803, le acompañaba una hermana llamada Mariana Mariño, esposa de Don Francisco Orcacitas; el mismo Fray Ignacio menciona en su testamento a "dos hermanitas", aunque no expresa sus nombres, y a "mi señora Benita Mariño".

## Vida Pública
Inicia el servicio militar en 1812, levantándose en armas junto a los indígenas de Tame. En 1813 salvó al Casanare de los bandidos del canario José Yáñez y prefirió habitar con las fieras en el bosque a aceptar el perdón de manos de los enemigos de su patria. Firma el 10 de diciembre de 1813 el Acta de Independencia Absoluta de Tunja como miembro del Colegio Electoral y Representativo de Tunja. Recibe en 1814 el Grado de Coronel de la Nueva Granada al mando de 600 hombres con los cuales y en estrecha colaboración con Bolívar ponen sitio y capturan a Santa Fe de Bogotá logrando con ello la adhesión de Cundinamarca a las Provincias Unidas de la Nueva Granada. Era el Capellán del ejército libertador cuando Bolívar se tomó a Bogotá el 14 de diciembre de 1814. 
Recibe para 1815 el mando como Jefe Civil y Militar de la provincia de Casanare e inicia la resistencia como comandante del ejército o guerrilla de la Niebla. En 1817 desde Cumaná el General Pablo Morillo informa al Ministro de Guerra Español que el Aristócrata Fray Ignacio Mariño y su ejército se apoderan de Chire, Pore, Samacá y la salina de Chita y fusilan a Juan Bayer. Comandante realista y la totalidad de la oficialidad española. Morillo recibe entonces la orden de apresarlo y juzgarlo por traición a su soberano.
El ejército de la Niebla por su fama se convierte entonces en la base sobre la cual el General Francisco de Paula Santander arma el ejército para la campaña de 1819. En este mismo año, asistió como diputado al Congreso de Angostura y fue Coronel y cura de Guateque en 1820.
Cruza los Andes con el ejército Bolivariano prestando sus servicios de sacerdote y enfermero para luego batirse en combate en Gámeza, Boyacá el 7 de agosto de 1819 y el Pantano de Vargas (propiedad de su hermano Francisco Mariño y Soler). Ingresó a la logia Libertad de Colombia en 1820 y fue fervoroso masón y republicano. Condecorado con la orden de Libertadores de Venezuela.
Ejerce luego el cargo de Prefecto y Jefe Militar de la provincia en Sogamoso demostrando excelentes dotes de gobernante y administrador. Allí en Sogamoso, ordena la recuperación de los cadáveres de los soldados ejecutados atados de manos, arrodillados y espalda contra espalda por los españoles en Gámeza, dándoles cristiana sepultura en la ciudad de Sogamoso el 25 de octubre.
El curioso retrato que hace el Sr Groot de Fray Ignacio Mariño concluye así:
El R.P, Mariño es tan amigo de las Órdenes Monásticas como de la Masonería de la cual es miembro activo. Ostenta en sus vestiduras monacales las insignias militares, las armas de Calatrava y la insignia de la cruz. Hombre contradictorio en sus vocaciones lo que lo hace el típico guerrero que no tiene temor de tomar las decisiopnes pertinentes por duras que sean.

## Títulos
- Caballero de la Orden de Santiago
- Caballero de la Orden de Calatrava
- Caballero de la Orden de Los Libertadores de Venezuela y Cundinamarca
- Título Vaticano "Magíster Missionis"
- Juez Eclesiástico
- Magíster Misiones de la Orden de Santo Domingo de Guzmán;
- Misionero Apostólico del Casanare;

## Grados Militares y Cargos
- Coronel del Ejército Neo-Granadino
- Jefe Militar de Casanare
- Comandante del Ejército de la Niebla
- Jefe Militar de Sogamoso
- Jefe Civil de Casanare
- Prefecto Civil de Sogamoso
- Cura de Guateque y Nemocón.
- Masón de la Gran Logia de Bogotá ( 1820 )